# Sant'Agata di Militello
Sant'Agata di Militello é uma comuna italiana da região da Sicília, província de Messina, com cerca de 12.852 habitantes. Estende-se por uma área de 33 km², tendo uma densidade populacional de 389 hab/km². Faz fronteira com Acquedolci, Militello Rosmarino, San Fratello, Torrenova.

## Demografia
| Variação demográfica do município entre 1861 e 2011                               |
|                                                                                   |
| Fonte: Istituto Nazionale di Statistica (ISTAT) - Elaboração gráfica da Wikipedia |